# Municipio de Hicksville (Ohio)
El municipio de Hicksville (en inglés: Hicksville Township) es un municipio ubicado en el condado de Defiance en el estado estadounidense de Ohio. En el año 2010 tenía una población de 4979 habitantes y una densidad poblacional de 54,03 personas por km².

## Geografía
El municipio de Hicksville se encuentra ubicado en las coordenadas 41°17′45″N 84°44′48″O / 41.29583, -84.74667. Según la Oficina del Censo de los Estados Unidos, el municipio tiene una superficie total de 92.15 km², de la cual 92.15 km² corresponden a tierra firme y (0%) 0 km² es agua.

## Demografía
Según el censo de 2010, había 4979 personas residiendo en el municipio de Hicksville. La densidad de población era de 54,03 hab./km². De los 4979 habitantes, el municipio de Hicksville estaba compuesto por el 95.56% blancos, el 0.3% eran afroamericanos, el 0.32% eran amerindios, el 0.38% eran asiáticos, el 0.02% eran isleños del Pacífico, el 1.69% eran de otras razas y el 1.73% pertenecían a dos o más razas. Del total de la población el 4.08% eran hispanos o latinos de cualquier raza.